# Huangjiapu (sockenhuvudort i Kina, Hunan Sheng, lat 29,11, long 111,29)
Huangjiapu är en sockenhuvudort i Kina. Den ligger i provinsen Hunan, i den södra delen av landet, omkring 190 kilometer nordväst om provinshuvudstaden Changsha. Antalet invånare är 15 073. Befolkningen består av 7 404 kvinnor och 7 669 män. Barn under 15 år utgör 13,0 %, vuxna 15-64 år 71 %, och äldre över 65 år 14,0 %.
Runt Huangjiapu är det ganska tätbefolkat, med 207 invånare per kvadratkilometer. Närmaste större samhälle är Qihe, 8,8 km öster om Huangjiapu. I omgivningarna runt Huangjiapu växer huvudsakligen savannskog.
Genomsnittlig årsnederbörd är 1 751 millimeter. Den regnigaste månaden är maj, med i genomsnitt 282 mm nederbörd, och den torraste är december, med 30 mm nederbörd.